# Heathcote, New South Wales
Heathcote är en ort i Australien. Den ligger i kommunen Sutherland Shire och delstaten New South Wales, i den sydöstra delen av landet, omkring 31 kilometer sydväst om delstatshuvudstaden Sydney.